# Euphysora abaxialis
Euphysora abaxialis är en nässeldjursart som beskrevs av Paul Torben Lassenius Kramp 1962. Euphysora abaxialis ingår i släktet Euphysora och familjen Corymorphidae. Inga underarter finns listade i Catalogue of Life.